# G7-Gipfel in München 1992
Der G7-Gipfel in München fand vom 6. bis zum 8. Juli 1992 erstmals in München und zum dritten Mal in Deutschland statt und war die 18. Konferenz der Gruppe der Sieben. Tagungsort war die Münchner Residenz.

## Teilnehmer

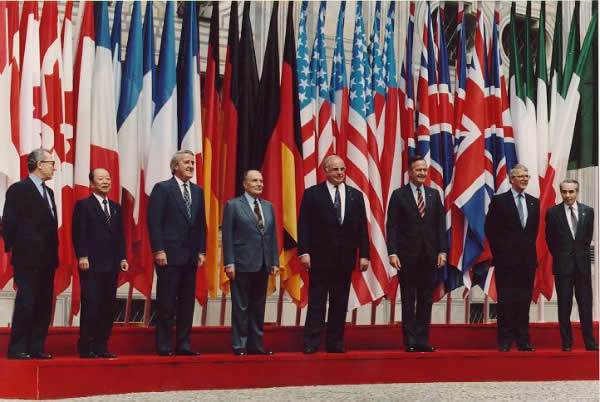
Teilnehmer des G7-Gipfels in München

| Deutschland              | Helmut Kohl         |
| Frankreich               | François Mitterrand |
| Italien                  | Giuliano Amato      |
| Japan                    | Miyazawa Kiichi     |
| Kanada                   | Brian Mulroney      |
| Vereinigte Staaten       | George H. W. Bush   |
| Vereinigtes Königreich   | John Major          |
| Europäische Gemeinschaft | Jacques Delors      |

## Themen
- Weltwirtschaft
- Lage in den Entwicklungsländern
- Themen zu Zentral- und Osteuropa
- Nachfolgestaaten der Sowjetunion uvm.

## Harte Vorgehensweise der Polizei gegen Demonstranten (sogenannterMünchner Kessel)
Als Bundeskanzler Helmut Kohl die eingeladenen Staatsrepräsentanten begrüßte, protestierten Demonstranten. Roland Koller, damaliger Polizeipräsident, äußerte im Nachhinein, dass nicht einmal die Blasmusik wegen der Störer zu hören gewesen sei.
Die Vorgänge rund um Demonstrationen gegen den G7-Gipfel in München gingen als so genannter Münchner Kessel in die Polizeigeschichte ein. Unter den Augen der Öffentlichkeit kesselten am 6. Juli 1992 bis zu tausend Polizisten die friedlich demonstrierenden G7-Gegner vor dem Kaffeehaus Dallmayr am Marienhof an der Dienerstraße hinter dem Neuen Rathaus ein. Über mehrere Stunden wurden die Demonstranten durch Beamte des Unterstützungskommandos dort festgehalten. Später zog die Münchner Polizei einzelne Demonstranten gewaltsam aus dem Kessel. Es wurde von Fußtritten und Nierenschlägen berichtet. 480 Personen wurden festgenommen und in Handschellen abgeführt. Gegen sie ermittelte die Polizei wegen Nötigung. Im Nachhinein wurde jedoch keiner der Demonstranten verurteilt. Unter den Festgenommenen war, unter anderem, Jutta Ditfurth. Christian Ude, der damalige Zweite Bürgermeister, war Augenzeuge der Einkesselung und stellte eine Strafanzeige gegen einen Polizisten. 114 von der Gewalt Betroffene klagten vor Gericht auf Schmerzensgeld. Vom Landgericht wurde ihnen daher 115 DM zugesprochen. In der nächsten Instanz wurde das Schmerzensgeld auf 50 DM reduziert.
Der damalige Bayerische Ministerpräsident Max Streibl kommentierte den Vorgang mit den Worten „Wenn einer glaubt, sich mit Bayern anlegen zu müssen, dann muss er wissen, dass hartes Hinlangen bayerische Art ist“. Helmut Kohl äußerte sich zu den Geschehnissen folgendermaßen: „Ich fühle völlige Sympathie mit den Polizisten und verurteile die Demonstrationen scharf. Wer kommt, um Gäste anzupöbeln, schadet bewusst unserem Land.“

## Nachweise
1. ↑  Delegationen beim G7-Gipfel in München 1992 (Universität Toronto)
2. ↑  Protest und Prügel: So eskalierte der G7-Gipfel in München 1992
3. ↑  Protest und Prügel: So eskalierte der G7-Gipfel in München 1992
4. ↑  Weltwirtschaftsgipfel. auf sub-bavaria. Abgerufen am 5. Juni 2022.
5. ↑  Münchner Kessel beim G7-Gipfel
6. ↑  Saumagen und Münchner Kessel (Memento vom 7. Juni 2015 im Internet Archive)
7. ↑  Als Bayern etwas härter hinlangte. Süddeutsche Zeitung vom 5. Juni 2015. Abgerufen am 5. Juni 2022.
8. ↑  Protest und Prügel: So eskalierte der G7-Gipfel in München 1992
9. ↑  Saumagen und Münchner Kessel (Memento vom 7. Juni 2015 im Internet Archive)
10. ↑  Prügeln auf bayerische Art; in: Süddeutsche Zeitung Online vom 6. Juni 2007
11. ↑  Hexenkessel beim Gipfel
12. ↑  20 Jahre Münchner Kessel: Hinlangen ist bayerische Art (Memento vom 17. Februar 2013 im Webarchiv archive.today)
13. ↑  Protest und Prügel: So eskalierte der G7-Gipfel in München 1992